# 355年
| 千纪： | 1千纪 |
| 世纪： | 3世纪 \| 4世纪 \| 5世纪                                                                                          |
| 年代： | 320年代 \| 330年代 \| 340年代 \| 350年代 \| 360年代 \| 370年代 \| 380年代                                        |
| 年份： | 350年 \| 351年 \| 352年 \| 353年 \| 354年 \| 355年 \| 356年 \| 357年 \| 358年 \| 359年 \| 360年                  |
| 纪年： | 乙卯年（兔年）；东晋永和十一年；前凉和平二年，建兴四十三年；代国建国十八年；前秦皇始五年，寿光元年；前燕元玺四年 |

## 大事记
- 東晉蘭陵太守孫黑、濟北太守高柱、建興太守高甕及前秦河內太守王會、黎陽太守韓高都以所在郡投降前燕。而先前屯據蕕城，歸降前秦的前車騎將軍劉寧亦率二千戶人到薊城歸降請罪，慕容儁亦任命劉寧為後將軍。高句麗王高釗亦向前燕進貢。
- 據守廣固並向東晉稱藩的段龕寫信非議慕容儁稱帝之事，觸怒了慕容儁並令他派了慕容恪進討段龕，終於在次年攻陷廣固，俘虜了段龕。
- 前涼君主張祚忌河州 刺史張瓘士眾強盛，於是命令他去討伐叛胡，由張掖太守索孚代替，並派易揣及張玲率兵襲擊，張瓘反攻姑臧，前涼大臣宋混、張琚響應發動政變推翻張祚，張瓘入姑臧，立張玄靚為涼王，是為前涼沖王，張瓘專執朝政。
- 前秦高祖苻健死，三子苻生即位為帝。

## 出生
- 慕容寶（355年－398年，43岁），慕容垂的第四子，後燕第二代皇帝。

## 逝世
- 前涼威王張祚，十六国時期前凉政權的君主，前涼文王張駿庶長子。
- 前涼哀公張曜靈，十六国時期前凉政權的君主，前凉桓王張重華子。
- 前秦高祖苻健，十六国時期前秦開國君主，苻洪第三子。